# Dorsal de Mendeléiev
La dorsal de Mendeléiev (en rus: еребет Менделеева) és una àmplia cresta de l'oceà Àrtic que va des de la zona de la mar de la Sibèria Oriental de la plataforma siberiana fins a les zones centrals de l'oceà. Està situada entre les illes de Wrangel i Ellesmere. Té una longitud de prop de 1.500 km, una amplada de 900 km i una altura d'uns 3-4 km. Està unida a la dorsal Alfa de la conca Amerasiàtica. El seu nom fa honor al químic rus Dmitri I. Mendeléiev, autor de la primera taula periòdica.

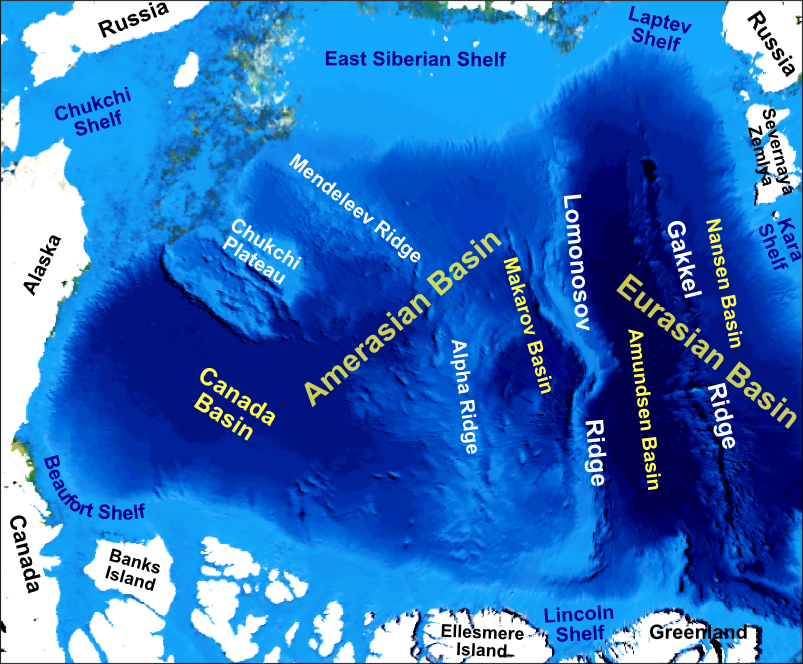
Situació

Aquesta dorsal fou descoberta el 1948 per expedicions soviètiques d'alta latitud i el nom fou aprovat pel subcomitè de noms geogràfics i nomenclatura de les característiques del fons oceànic (SCGN, ara SCUFN) a l'abril de 1987. L'origen de la cresta encara està impugnat a causa de dades limitades, i no és clar si és una característica oceànica o continental i si el seu origen està associat amb la dorsal alfa.
És fonamental en la reivindicació russa del pol nord. El territori reclamat per Rússia en la presentació és una gran part de l'oceà Àrtic, inclòs el pol nord. Un dels arguments fou una declaració: que la dorsal de Lomonosov i la dorsal de Mendeléiev són extensions del continent eurasiàtic. El 2002 la Comissió de les Nacions Unides ni rebutjà ni acceptà la proposta russa, recomanant investigacions addicionals.